# Alexander Kevitz
Alexander Kevitz (1 de septiembre de 1902-24 de octubre de 1981) fue un ajedrecista y farmacéutico estadounidense. Kevitz también jugaba ajedrez por correspondencia, y era un analista y teórico creativo del ajedrez.

## Primeros años
Kevitz nació en Brooklyn, Nueva York. Se graduó de la Universidad de Cornell en 1923. Más tarde obtuvo títulos en derecho y farmacia de la Facultad de Farmacia de Brooklyn. Su carrera profesional fue la de farmacéutico.

## Principales resultados de ajedrez
Kevitz derrotó al campeón mundial José Raúl Capablanca en una exhibición simultánea en la ciudad de Nueva York en 1924 y derrotó al ex campeón mundial Emanuel Lasker en una simultánea en 1928, también en Nueva York. Ganó el Campeonato del Manhattan Chess Club seis veces: en 1929, 1936, 1946, 1955, 1974 y 1977 (según otras fuentes: en 1929, 1933, 1935, 1936, 1946, 1947 y 1955, y también en 1927, 1932, 1934, 1955, 1975 y 1977). Desde la década de 1920 hasta la década de 1950, la sección superior del Campeonato del Manhattan Chess Club solía estar al nivel de un torneo internacional fuerte. Kevitz también representó al Manhattan Club en la Liga Metropolitana de Ajedrez.
Kevitz hizo su debut internacional en Bradley Beach 1929, con 4/9 para el octavo lugar; ganó el campeón mundial Alexander Alekhine. Kevitz anotó 7/11 en Nueva York 1931 por el tercer lugar, ya que ganó José Raúl Capablanca. En el 16.º Campeonato Marshall de Clubes de Ajedrez de 1932, Kevitz anotó 9/13 por el segundo lugar, detrás de Reuben Fine. En el 17.º Campeonato Marshall de Clubes de Ajedrez 1933-34, Kevitz anotó 8/11, empatado 2º-3.º, nuevamente detrás de Fine. En el Campeonato de Ajedrez de los Estados Unidos, Nueva York 1936, Kevitz anotó 7.5/15 para el octavo lugar, con Samuel Reshevsky como ganador. En el juego por equipos de Estados Unidos vs Unión Soviética en Moscú 1946, Kevitz logró el mejor resultado estadounidense con 1.5/2 contra Igor Bondarevsky. Empató sus dos juegos contra Borislav Milic en un juego de radio de 1950 con Yugoslavia. Ocupó el puesto 13 en el US Open en Milwaukee 1953. Kevitz perdió ante Paul Keres en un juego por equipos de Estados Unidos vs. Unión Soviética en Nueva York 1954, y perdió sus dos juegos contra Alexander Kotov en un juego por equipos de Estados Unidos vs. Unión Soviética en Moscú 1955. En el Campeonato del Manhattan Chess Club 1955–56, Kevitz anotó 8.5/15 para el 6-7° lugar y derrotó a su alumno, Arthur Bisguier, futuro Gran Maestro, en ese entonces campeón de los Estados Unidos.
En la primera lista oficial de clasificación de la Federación de Ajedrez de los Estados Unidos, el 31 de julio de 1950, Kevitz ocupó el tercer lugar con 2610, solo detrás de Reuben Fine y Samuel Reshevsky.
En sus últimos años, Kevitz participó activamente en el ajedrez por correspondencia, a menudo jugando bajo el seudónimo de «Palmer Phar» (trabajaba en Palmer Pharmacy).

## Aportes teóricos
Kevitz hizo importantes contribuciones a varias aperturas de ajedrez. En la apertura Reti, desarrolló la línea 1.Cf3 d5 2.c4 dxc4 3.e4.
La variante de la apertura inglesa simétrica, que surge después de 1.c4 c5 2.Cf3 Cf6 3.d4 cxd4 4.Cxd4 e5 5.Cb5 d5, a menudo se conoce como el gambito Kevitz. En la apertura inglesa, variante Flohr-Mikenas, la línea 1.c4 Cf6 2.Cc3 e6 3.e4 Cc6 se conoce como la variante Kevitz. La apertura 1.d4 Cf6 2.c4 Cc6, conocida como defensa mexicana o defensa tango de los dos caballos, a veces en la literatura ajedrecística en inglés también se le llama la defensa Kevitz-Trajkovic. En la defensa Nimzowitsch, 1.e4 Cc6, la variante Kevitz continúa 2.d4 e5. En la década de 1940, Kevitz analizó una nueva idea en la apertura española, ataque Marshall, después de 1.e4 e5 2.Cf3 Cc6 3.Ab5 a6 4.Ba4 Cf6 5.0-0 Be7 6.Te1 b5 7.Bb3 0- 0 8.c3 d5 9.exd5 Cxd5 10.Cxe5 Cxe5 11.Txe5 c6 12.Axd5 cxd5 13.d4 Ad6 14.Te3, que prepara 15.h3 en caso de 14.(...) Dh4.[cita requerida]
Kevitz era respetado por sus rivales del ajedrez como jugador, pensador y analista original. Estuvo activo en los torneos hasta los 78 años en 1980, un año antes de su muerte.